# Elafitiøerne
Elafiti-øerne er en kroatisk øgruppe i Adriaterhavet. Gruppen består af 13 øer, hvoraf de 3 er beboede året rundt. Øerne ligger nordvest for byen Dubrovnik og øst for Pelješac-halvøen og øen Mljet. Navnet er af græsk oprindelse, fra elaphos, der betyder hjorte. Øerne nævnes første gang af Plinius den Ældre i hans værk Naturalis Historia.
De tre største og mest beboede øer er Šipan, Lopud og Koločep. De andre øer er Daksa, Sveti Andrija, Ruda, Mišnjak, Jakljan, Kosmeč, Goleč, Crkvine, Tajan og Olipa.
Øen Lokrum øst for Dubrovnik anses af nogle for at være en del af Elaphiti-øerne.